# Raúl Spank

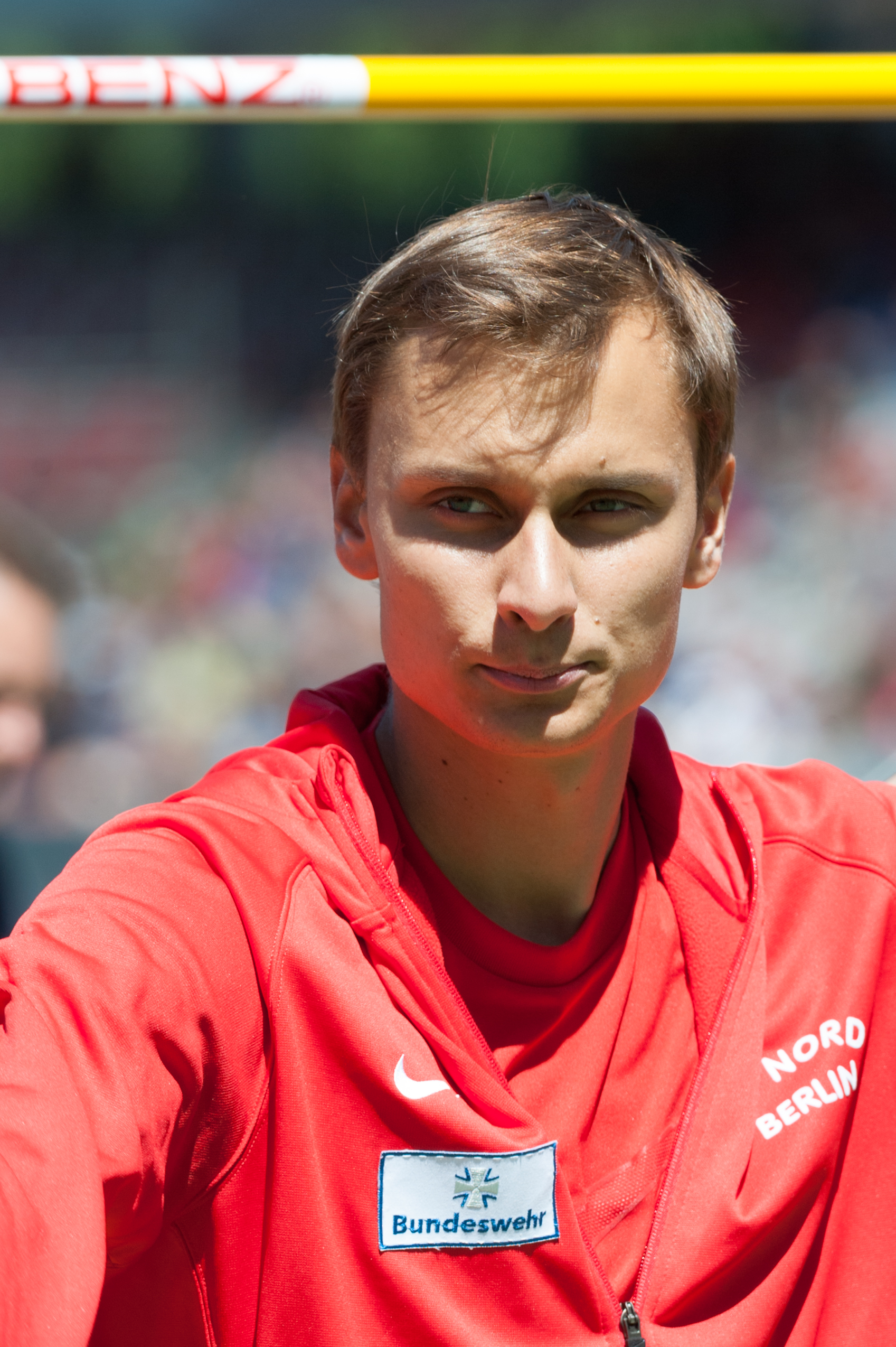
Raúl Spank 2015

Raúl Roland Spank, född 13 juli 1988 i Dresden i dåvarande DDR, är en tysk friidrottare som tävlar i höjdhopp.
Spank var i final vid VM för juniorer 2006 där han slutade femma på ett hopp på 2,23. Som senior deltog han vid Olympiska sommarspelen 2008 där han blev femma efter att ha klarat det nya personliga rekordet 2,32. 
Under 2009 deltog han vid EM-inomhus i Turin där han slutade sjua efter att ha klarat 2,25. Vid VM senare samma år tog han sig till final och kom på tredje plats.
Spank är 1.91 cm lång och väger 77 kg.

## Personliga rekord
- Höjdhopp utomhus - 2,33 meter (29 augusti 2009 i Eberstadt)
- Höjdhopp inomhus - 2,31 meter (19 februari 2011 i Arnstadt)